# Eternamente ora
Eternamente ora è il secondo album in studio del cantante italiano Francesco Gabbani, pubblicato il 12 febbraio 2016.
Il brano Amen (sigla del programma Avanti popolo, condotto da Nunzia De Girolamo ed andato in onda su Rai 3 nella stagione 2023-2024) è stato presentato al Festival di Sanremo 2016 nella sezione Nuove Proposte, classificandosi al primo posto.

## Tracce
1. La strada – 3:26 (testo: Francesco Gabbani, Patrizio Simonini, Fabio Ilacqua – musica: Francesco Gabbani, Filippo Gabbani, Francesco Lodovici, Davide Cipollini)
2. Amen – 3:16 (testo: Fabio Ilacqua – musica: Francesco Gabbani)
3. Per una vita – 3:46 (testo: Fabio Ilacqua – musica: Francesco Gabbani, Leonardo Rosi)
4. Software – 3:55 (testo: Francesco Gabbani, Fabio Ilacqua – musica: Francesco Gabbani, Patrizio Simonini)
5. Eternamente ora – 3:20 (testo: Fabio Ilacqua, Francesco Gabbani – musica: Francesco Gabbani, Patrizio Simonini)
6. In equilibrio – 3:15 (testo: Francesco Gabbani, Fabio Ilacqua – musica: Francesco Gabbani, Filippo Gabbani, Patrizio Simonini)
7. Prevedibili – 3:01 (testo: Francesco Gabbani, Fabio Ilacqua – musica: Francesco Gabbani, Patrizio Simonini)
8. Il vento si alzerà – 4:08 (testo: Francesco Gabbani – musica: Francesco Gabbani, Patrizio Simonini)

## Formazione
- Francesco Gabbani – voce, cori, chitarra, tastiera
- Lorenzo Bertelloni, Christian "Noochie" Rigano – tastiera
- Patrizio "Pat" Simonini, Filippo Gabbani – programmazione
- Giordano Colombo – batteria, programmazione
- Fabio Ilacqua, Viviana Colombo – cori

## Classifiche
| Classifica (2016) | Posizione |
| ----------------- | --------- |
| Italia            | 18        |